# 谷中公一
谷中 公一（やなか こういち、1965年11月3日 - ）は、日本中央競馬会 (JRA) 所属の元騎手・元調教助手で、現在は育成厩舎「ケイワンステーブル」代表。
長野県岡谷市出身。身長159センチメートル、血液型はO型。
趣味は動物の飼育、釣りなど。愛犬家でもあり、2007年から美浦トレーニングセンターのある茨城県稲敷郡美浦村でドッグガーデン「WANだら〜」を経営している。

## 来歴
馬事公苑長期騎手課程第32期生であり中舘英二や坂本勝美、木幡初広、出津孝一、鹿戸雄一らとは同期。馬事公苑最後の卒業者であるが、デビューは1年遅れて1985年となった（原因は、急性アルコール中毒に罹ってしまい、入院をした為）。美浦の阿部新生厩舎に所属し騎手デビュー。初騎乗は1985年3月10日、中山第4競走のヤノホウリュウで9頭立ての8着。同年6月15日、福島第1競走でイチノスキーに騎乗し初勝利を挙げた。
通算成績は2279戦145勝（うち障害27戦3勝）。重賞勝ち鞍はなし。GIには一度だけ騎乗経験があり、1992年4月19日に行われた皐月賞でダッシュフドーに騎乗し12着であった。
デビューから1997年までの12年間阿部厩舎に所属。その後フリーとなり、嶋田功厩舎や高橋義博厩舎にも所属していた時期もあったが、現役最晩年には池上昌弘厩舎に所属していた。
2004年7月31日に騎手を引退。最後の騎乗馬はオープン特別競走5勝の戦績を残したトウショウギアであった。
引退後は古巣の阿部厩舎に戻って調教助手となった。阿部厩舎ではドリームバスケットなどを担当していた。
2012年4月より馬事公苑長期騎手課程の1期上（31期生）の天間昭一厩舎に移籍した。同厩舎ではレッツゴーキリシマやクラウンロゼなどを担当した実績もある。
一方で競馬解説者として『A1 NEWS STAGE』（グリーンチャンネル）などに出演していた。
2017年6月に調教助手を引退。引退後はクラウングループのレーシングマネージャーとして再就職。またアール・エフ・ラジオ日本の土曜競馬中継の解説者にも就任した。
2021年4月に育成厩舎「ケイワンステーブル」を開業し代表を勤めている。

## エピソード
- 騎手時代の思い出の馬として、いずれも自厩舎に所属していたダッシュフドーとトウショウギアの2頭を挙げている[1]。前者は阿部厩舎、後者は池上厩舎所属馬であった。
- 谷中は中央競馬の全10競馬場で騎乗したが、騎乗機会が極端に少なかった京都と阪神での勝利はなかった。
- 谷中は最初の師匠の阿部を「人情的に温かみを持った先生である」と評していた[1]。また、最後の師匠であった池上には「苦しい時に助けてもらったことに感謝している」と自身のTwitterで感謝の意を述べていた。天間厩舎に移籍した後も阿部や池上昌弘・昌和親子の厩舎とは、前者は厩舎解散まで、中者と後者は自身の調教助手引退まで交流を継続し、昌和が2014年12月に調教師試験に合格した際には自身のTwitter上で昌和の合格を祝っていた。谷中によると、昌和は自身の苦しい時に昌弘厩舎に所属した当時から引退までの間、谷中をサポートしていたと言う[7][8]。

## 文筆活動
騎手時代から本の執筆を手がけており、騎手時代末期の2003年10月に自身の騎手生活を綴った著書『崖っぷちジョッキー』を発表。2005年5月には犬のしつけ方の本『ダメ犬が名犬に変わる7つのレッスン』を発表している。また騎手時代から執筆活動・競馬関連のイベントへの出演に積極的であり、引退後も競馬関連のマスコミで活動している。日刊スポーツでは、毎週金曜日の競馬欄に「谷中公一のぶっちゃけちゃえ!」の題名でコラムを連載し、競馬に関する各種提言を行っている。また競馬王にも「谷中公一PRESENTS 騎手の心理」のタイトルで連載を持っている。
現在はTwitterでも活動している。

### 著書
- 崖っぷちジョッキー－負けてたまるか! （光人社）
- ダメ犬が名犬に変わる7つのレッスン－人間がボスだ、おまえは犬だ! （都築事務所）
- 美浦トレセン発ファンが知るべき競馬の仕組み （東邦出版）
- 厩舎人があえて言わない競馬の常識 美浦トレセン発 （東邦出版）
- 大穴の騎手心理 （競馬王新書）